# Юніорська збірна Франції з хокею із шайбою
Юніорська збірна Франції з хокею із шайбою  — національна юніорська команда Франції, що представляє країну на міжнародних змаганнях з хокею із шайбою. Опікується командою Французька хокейна федерація, команда постійно бере участь у чемпіонаті світу з хокею із шайбою серед юніорських команд.

## Результати

### Чемпіонат Європи до 18/19 років
- 1972  - 10 місце Група В
- 1973  - 5 місце Група В
- 1974  - 8 місце Група В
- 1975  - 8 місце Група В
- 1976  - 6 місце Група В
- 1977  - 6 місце Група В
- 1978  - 2 місце Група В
- 1979  - 4 місце Група В
- 1980  - 5 місце Група В
- 1981  - 1 місце Група В
- 1982  - 7 місце
- 1983  - 6 місце
- 1984  - 7 місце
- 1985  - 8 місце
- 1986  - 3 місце Група В
- 1987  - 4 місце Група В
- 1988  - 6 місце Група В
- 1989  - 2 місце Група В
- 1990  - 1 місце Група В
- 1991  - 8 місце
- 1992  - 5 місце Група В
- 1993  - 3 місце Група В
- 1994  - 7 місце Група В
- 1995  - 6 місце Група В
- 1996  - 3 місце Група В
- 1997  - 6 місце Група В
- 1998  - 7 місце Група В

### Чемпіонати світу з хокею із шайбою серед юніорських команд
- 1999 — 6 місце Група В
- 2000 — 8 місце Група В
- 2001 — 2 місце Дивізіон ІІ
- 2002 — 1 місце Дивізіон ІІ
- 2003 — 4 місце Дивізіон І Група В
- 2004 — 5 місце Дивізіон І Група В
- 2005 — 4 місце Дивізіон І Група А
- 2006 — 4 місце Дивізіон І Група А
- 2007 — 6 місце Дивізіон І Група А
- 2008 — 1 місце Дивізіон ІІ Група А
- 2009 — 4 місце Дивізіон І Група В
- 2010 — 4 місце Дивізіон І Група А
- 2011 — 3 місце Дивізіон І Група В
- 2012 — 4 місце Дивізіон І Група А
- 2013 — 5 місце Дивізіон І Група А
- 2014 — 5 місце Дивізіон І Група А
- 2015 — 3 місце Дивізіон І Група А
- 2016 — 4 місце Дивізіон І Група А
- 2017 — 1 місце Дивізіон І Група А
- 2018 — 10 місце
- 2019 — 5 місце Дивізіон І Група А
- 2022 — 3 місце Дивізіон І Група А
- 2023 — 6 місце Дивізіон І Група А
- 2024 — 4 місце Дивізіон І Група В
- 2025 — 4 місце Дивізіон І Група В